# Acronicta suhriana
Acronicta suhriana là một loài bướm đêm trong họ Noctuidae.